# Peter Henlein

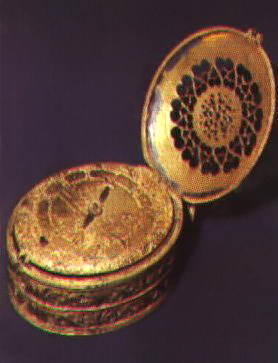
Fickur ("Taschenuhr") av Peter Henlein.

Peter Henlein, född 1479/1480 i Nürnberg, död augusti 1542 var en tysk låssmed och urmakare från Nürnberg. Han anses vara fickurets uppfinnare.
Henleins lilla, trumformade Taschenuhr, en bärbar klocka som han tillverkade 1504-1508 kunde gå i 40 timmar innan den behövde dras upp.